# گائتا
گائتا (به ایتالیایی: Gaeta) یک کومونه در ایتالیا است که در استان لاتینا واقع شده‌است.

## خصوصیات
گائتا ۲۸٫۴۸ کیلومترمربع مساحت و ۲۰٬۷۶۲ نفر جمعیت دارد و ۲ متر بالاتر از سطح دریا واقع شده‌است.

## خواهرخوانده
شهرهای فرونتینیان، کمبریج، بیت‌لحم، سامرویل، ماساچوست، موبیل، آلاباما، ستینیه و کمبریج، ماساچوست ،  بابلسر خواهرخوانده‌های گائتا هستند.